# Liste der Juniorenweltmeister im Schach
Diese Liste zählt die Juniorenweltmeister im Schach (Altersklasse Unter 20) auf. Titelgewinner in jüngeren Altersklassen sind unter Liste der Jugendweltmeister im Schach zu finden.
Seit 1951 ermittelt die FIDE den Juniorenweltmeister im Schach. Zunächst im Abstand von zwei Jahren begonnen, wird die Juniorenweltmeisterschaft inzwischen alljährlich ausgespielt. Im Laufe der Zeit hat die FIDE verschiedene jüngere Alterskategorien eingerichtet, deren Sieger Jugendweltmeister der entsprechenden Altersklasse genannt werden. Aufgelistet sind zunächst die Juniorenweltmeister in der (heutigen) Kategorie Unter 20 (U20). Seit 1983 wird hier gleichfalls eine Juniorenweltmeisterin ermittelt.
Mädchen ist es freigestellt, bei den Jungenturnieren anzutreten; es werden aber ebenso Weltmeisterschaften ausschließlich für das weibliche Geschlecht ausgetragen. Der Weltschachbund FIDE unterscheidet zwischen „Junioren“ und „Junioren Mädchen“. So nahm etwa im Jahre 2008 die erst 14-jährige Chinesin Hou Yifan bei der Weltmeisterschaft der Junioren (U20) teil, die ansonsten ausschließlich von ihren männlichen Kollegen besetzt war.

## U20-Juniorenweltmeister

### Junioren U20
| Nr. | Jahr | Spielort            | Sieger                                                             | Land                                               |
| --- | ---- | ------------------- | ------------------------------------------------------------------ | -------------------------------------------------- |
| 1   | 1951 | Coventry/Birmingham | 1. Borislav Ivkov 2. Malcolm Barker 3. Raúl Ceferino Cruz          | Jugoslawien England Argentinien                    |
| 2   | 1953 | Kopenhagen          | 1. Óscar Panno 2. Klaus Darga 3. Borislav Ivkov                    | Argentinien BR Deutschland Jugoslawien             |
| 3   | 1955 | Antwerpen           | 1. Boris Spasski 2. Edmar Mednis 3. Miquel Farré i Mallofré        | Sowjetunion Vereinigte Staaten Spanien             |
| 4   | 1957 | Toronto             | 1. William Lombardy 2. Mathias Gerusel 3. Alexander Jongsma        | Vereinigte Staaten BR Deutschland Niederlande      |
| 5   | 1959 | Münchenstein        | 1. Carlos Bielicki 2. Josif Stefanow 3. David Rumens               | Argentinien Bulgarien England                      |
| 6   | 1961 | Den Haag            | 1. Bruno Parma 2. Florin Gheorghiu 3. Aleksander Kuindzi           | Jugoslawien Rumänien Sowjetunion                   |
| 7   | 1963 | Vrnjačka Banja      | 1. Florin Gheorghiu 2. Michael Janata 3. Bojan Kurajica            | Rumänien Tschechoslowakei Jugoslawien              |
| 8   | 1965 | Barcelona           | 1. Bojan Kurajica 2. Robert Hartoch 3. Wolodymyr Tukmakow          | Jugoslawien Niederlande Sowjetunion                |
| 9   | 1967 | Jerusalem           | 1. Julio Kaplan 2. Raymond Keene 3. Jan Timman                     | Puerto Rico England Niederlande                    |
| 10  | 1969 | Stockholm           | 1. Anatoli Karpow 2. András Adorján 3. Aurel Urzică                | Sowjetunion Ungarn Rumänien                        |
| 11  | 1971 | Athen               | 1. Werner Hug 2. Zoltán Ribli 3. Kenneth S. Rogoff                 | Schweiz Ungarn Vereinigte Staaten                  |
| 12  | 1973 | Stockton-on-Tees    | 1. Alexander Beliavsky 2. Tony Miles 3. Michael Stean              | Sowjetunion England                                |
| 13  | 1974 | Manila              | 1. Tony Miles 2. Roy Dieks 3. Slavoljub Marjanović                 | England Niederlande Jugoslawien                    |
| 14  | 1975 | Tjentište           | 1. Waleri Tschechow 2. Larry Christiansen 3. Jonathan Mestel       | Sowjetunion Vereinigte Staaten England             |
| 15  | 1976 | Groningen           | 1. Mark Diesen 2. Ľubomír Ftáčnik 3. Nir Grinberg                  | Vereinigte Staaten Tschechoslowakei Israel         |
| 16  | 1977 | Innsbruck           | 1. Artur Jussupow 2. Alonso Zapata 3. Petar Popović                | Sowjetunion Kolumbien Jugoslawien                  |
| 17  | 1978 | Graz                | 1. Sergei Dolmatow 2. Artur Jussupow 3. Jens Ove Fries Nielsen     | Sowjetunion Dänemark                               |
| 18  | 1979 | Skien               | 1. Yasser Seirawan 2. Alexander Csernyin 3. Predrag Nikolić        | Vereinigte Staaten Sowjetunion Jugoslawien         |
| 19  | 1980 | Dortmund            | 1. Garri Kasparow 2. Nigel Short 3. Iván Morovic                   | Sowjetunion England Chile                          |
| 20  | 1981 | Mexiko-Stadt        | 1. Ognjen Cvitan 2. Jaan Ehlvest 3. Nigel Short                    | Jugoslawien Sowjetunion England                    |
| 21  | 1982 | Kopenhagen          | 1. Andreï Sokolov 2. Igor Štohl 3. Joel Benjamin                   | Sowjetunion Tschechoslowakei Vereinigte Staaten    |
| 22  | 1983 | Belfort             | 1. Kiril Georgiew 2. Waleri Salow 3. Saeed-Ahmed Saeed             | Bulgarien Sowjetunion Vereinigte Arabische Emirate |
| 23  | 1984 | Kiljava             | 1. Curt Hansen 2. Alexei Drejew 3. Kiril Georgiew                  | Dänemark Sowjetunion Bulgarien                     |
| 24  | 1985 | Schardscha          | 1. Maxim Dlugy 2. Pavel Blatný 3. Josef Klinger                    | Vereinigte Staaten Tschechoslowakei Österreich     |
| 25  | 1986 | Gausdal             | 1. Walter Arencibia 2. Simen Agdestein 3. Ferdinand Hellers        | Kuba Norwegen Schweden                             |
| 26  | 1987 | Baguio City         | 1. Viswanathan Anand 2. Wassyl Iwantschuk 3. Grigory Serper        | Indien Sowjetunion                                 |
| 27  | 1988 | Adelaide            | 1. Joël Lautier 2. Wassyl Iwantschuk 3. Grigory Serper             | Frankreich Sowjetunion                             |
| 28  | 1989 | Tunja               | 1. Wassil Spassow 2. Jacek Gdański 3. Michail Ulybin               | Bulgarien Polen Sowjetunion                        |
| 29  | 1990 | Santiago de Chile   | 1. Ilya Gurevich 2. Alexei Schirow 3. Wladimir Hakobjan            | Vereinigte Staaten Sowjetunion                     |
| 30  | 1991 | Mamaia              | 1. Wladimir Hakobjan 2. Michail Ulybin 3. Sergey Tiviakov          | Sowjetunion                                        |
| 31  | 1992 | Buenos Aires        | 1. Pablo Zarnicki 2. Vadim Milov 3. George Michelakis              | Argentinien Israel Südafrika                       |
| 32  | 1993 | Kozhikode           | 1. Igor Miladinović 2. Vlastimil Babula 3. Sergei Rublewski        | BR Jugoslawien Tschechien Russland                 |
| 33  | 1994 | Matinhos            | 1. Helgi Áss Grétarsson 2. Zsófia Polgár 3. Giovanni Vescovi       | Island Ungarn Brasilien                            |
| 34  | 1995 | Halle               | 1. Roman Slobodjan 2. Alexander Onischuk 3. Hugo Spangenberg       | Deutschland Ukraine Argentinien                    |
| 35  | 1996 | Medellín            | 1. Emil Sutovsky 2. Zhang Zhong 3. Zoltán Gyimesi                  | Israel Volksrepublik China Ungarn                  |
| 36  | 1997 | Żagań               | 1. Tal Shaked 2. Vigen Mirumian 3. Christos Banikas                | Vereinigte Staaten Armenien Griechenland           |
| 37  | 1998 | Kozhikode           | 1. Därmen Säduaqassow 2. Zhang Zhong 3. Christos Banikas           | Kasachstan Volksrepublik China Griechenland        |
| 38  | 1999 | Jerewan             | 1. Alexander Galkin 2. Rustam Kasimjanov 3. Karen Asrjan           | Russland Usbekistan Armenien                       |
| 39  | 2000 | Jerewan             | 1. Lázaro Bruzón 2. Kamil Mitoń 3. Karen Asrjan                    | Kuba Polen Armenien                                |
| 40  | 2001 | Athen               | 1. Péter Ács 2. Merab Gagunaschwili 3. Lewon Aronjan               | Ungarn Georgien Armenien                           |
| 41  | 2002 | Panaji              | 1. Lewon Aronjan 2. Luke McShane 3. Surya Shekhar Ganguly          | Armenien England Indien                            |
| 42  | 2003 | Naxçıvan            | 1. Şəhriyar Məmmədyarov 2. Sjarhej Asarau 3. Alexander Zubow       | Aserbaidschan Belarus Ukraine                      |
| 43  | 2004 | Kochi               | 1. P. Harikrishna 2. Tigran L. Petrosjan 3. Zhao Jun               | Indien Armenien Volksrepublik China                |
| 44  | 2005 | Istanbul            | 1. Şəhriyar Məmmədyarov 2. Ferenc Berkes 3. Jewgeni Alexejew       | Aserbaidschan Ungarn Russland                      |
| 45  | 2006 | Jerewan             | 1. Sawen Andriasjan 2. Nikita Witjugow 3. Jurij Kryworutschko      | Armenien Russland Ukraine                          |
| 46  | 2007 | Jerewan             | 1. Ahmed Adly 2. Iwan Popow 3. Wang Hao                            | Ägypten Russland Volksrepublik China               |
| 47  | 2008 | Gaziantep           | 1. Abhijeet Gupta 2. Parimarjan Negi 3. Arik Braun                 | Indien Deutschland                                 |
| 48  | 2009 | Puerto Madryn       | 1. Maxime Vachier-Lagrave 2. Sjarhej Schyhalka 3. Michał Olszewski | Frankreich Belarus Polen                           |
| 49  | 2010 | Chotowa             | 1. Dmitri Andreikin 2. Sanan Sjugirow 3. Dariusz Świercz           | Russland Polen                                     |
| 50  | 2011 | Chennai             | 1. Dariusz Świercz 2. Robert Howhannisjan 3. Sahaj Grover          | Polen Armenien Indien                              |
| 51  | 2012 | Athen               | 1. Alexander Ipatov 2. Richárd Rapport 3. Ding Liren               | Türkei Ungarn Volksrepublik China                  |
| 52  | 2013 | İzmit               | 1. Yu Yangyi 2. Alexander Ipatov 3. Santosh Gujrathi Vidit         | Volksrepublik China Türkei Indien                  |
| 53  | 2014 | Pune                | 1. Lu Shanglei 2. Wei Yi 3. Wladimir Fedossejew                    | Volksrepublik China Russland                       |
| 54  | 2015 | Chanty-Mansijsk     | 1. Michail Antipow 2. Jan-Krzysztof Duda 3. Matthias Blübaum       | Russland Polen Deutschland                         |
| 55  | 2016 | Bhubaneswar         | 1. Jeffery Xiong 2. Wladislaw Artemjew 3. S. L. Narayanan          | Vereinigte Staaten Russland Indien                 |
| 56  | 2017 | Tarvis              | 1. Aryan Tari 2. Manuel Petrosyan 3. Aravindh Chithambaram         | Norwegen Armenien Indien                           |
| 57  | 2018 | Gebze               | 1. Parham Maghsoodloo 2. Abhimanyu Puranik 3. Sergei Lobanow       | Iran Indien Russland                               |
| 58  | 2019 | Neu-Delhi           | 1. Jewhen Schtembuljak 2. Schant Sargsjan 3. Aram Hakobjan         | Ukraine Armenien                                   |
| 59  | 2022 | Dorgali             | 1. Abdulla Qədimbəyli 2. Ádám Kozák 3. Nikolozi Kacharava          | Aserbaidschan Ungarn Georgien                      |
| 60  | 2023 | Mexiko-Stadt        | 1. Marc'Andria Maurizzi 2. Arseni Nesterow 3. Luka Budisavljević   | Frankreich Russland[1] Serbien                     |
| 61  | 2024 | Gandhinagar         | 1. Kazybek Nogerbek 2. Emin Ohanyan 3. Luka Budisavljević          | Kasachstan Armenien Serbien                        |
| 62  | 2025 | Petrovac na moru    | 1. V. Pranav 2. Matic Lavrenčič 3. Elham Amar                      | Indien Slowenien Norwegen                          |

### Junioren Mädchen U20
| Nr. | Jahr | Spielort          | Siegerinnen                                                              | Land                                             |
| --- | ---- | ----------------- | ------------------------------------------------------------------------ | ------------------------------------------------ |
| 1   | 1982 | Senta             | 1. Agnieszka Brustman 2. Tatjana Rubzowa 3. Márta Kovács                 | Polen Sowjetunion Ungarn                         |
| 2   | 1983 | Mexiko-Stadt      | 1. Fljura Chassanowa 2. Giovanna Arbunic Castro 3. Joanna Jagodzińska    | Sowjetunion Chile Polen                          |
| 3   | 1985 | Dobrná            | 1. Ketewan Arachamia 2. Alisa Marić 3. Ildikó Mádl                       | Sowjetunion Jugoslawien Ungarn                   |
| 4   | 1986 | Vilnius           | 1. Ildikó Mádl 2. Swetlana Prudnikowa 3. Camilla Baginskaite             | Ungarn Sowjetunion                               |
| 5   | 1987 | Baguio City       | 1. Camilla Baginskaite 2. Swetlana Prudnikowa 3. Jelena Sajaz            | Sowjetunion                                      |
| 6   | 1988 | Adelaide          | 1. Alissa Galljamowa 2. Ketewan Arachamia 3. Jelena Sajaz                | Sowjetunion                                      |
| 7   | 1989 | Tunja             | 1. Ketino Kachiani 2. Ildikó Mádl 3. Alissa Galljamowa                   | Sowjetunion Ungarn Sowjetunion                   |
| 8   | 1990 | Santiago de Chile | 1. Ketino Kachiani 2. Ainur Sofiewa 3. Claudia Amura                     | Sowjetunion Argentinien                          |
| 9   | 1991 | Mamaia            | 1. Nataša Bojković 2. Anna-Maria Botsari 3. Maja Koen                    | Jugoslawien Griechenland Bulgarien               |
| 10  | 1992 | Buenos Aires      | 1. Krystyna Dąbrowska 2. Elena Radu 3. Maria Lucia Ratna Sulistya        | Polen Rumänien Indonesien                        |
| 11  | 1993 | Kozhikode         | 1. Nino Churzidse 2. Ilaha Kadimova 3. Mähri Öwezowa                     | Georgien Aserbaidschan Turkmenistan              |
| 12  | 1994 | Matinhos          | 1. Zhu Chen 2. Nino Churzidse 3. Natalia Edsgweradse                     | Volksrepublik China Georgien                     |
| 13  | 1995 | Halle             | 1. Nino Churzidse 2. Eva Repková 3. Corina-Isabela Peptan                | Georgien Slowakei Rumänien                       |
| 14  | 1996 | Medellín          | 1. Zhu Chen 2. Corina-Isabela Peptan 3. Xu Yuhua                         | Volksrepublik China Rumänien Volksrepublik China |
| 15  | 1997 | Żagań             | 1. Harriet Hunt 2. Joanna Dworakowska 3. Tetjana Wassylewytsch           | England Polen Ukraine                            |
| 16  | 1998 | Kozhikode         | 1. Hoàng Thanh Trang 2. Iweta Radziewicz 3. Irina Krush                  | Vietnam Polen Vereinigte Staaten                 |
| 17  | 1999 | Jerewan           | 1. Maria Kouvatsou 2. Jana Jacková 3. Szidónia Vajda                     | Griechenland Tschechien Ungarn                   |
| 18  | 2000 | Jerewan           | 1. Xu Yuanyuan 2. Olga Zimina 3. Wang Yu                                 | Volksrepublik China Russland Volksrepublik China |
| 19  | 2001 | Athen             | 1. Koneru Humpy 2. Zhao Xue 3. Nadeschda Kossinzewa                      | Indien Volksrepublik China Russland              |
| 20  | 2002 | Goa               | 1. Zhao Xue 2. Koneru Humpy 3. Nadeschda Kossinzewa                      | Volksrepublik China Indien Russland              |
| 21  | 2003 | Naxçıvan          | 1. Nana Dsagnidse 2. Ana-Cristina Calotescu 3. Zeinab Məmmədyarova       | Georgien Rumänien Aserbaidschan                  |
| 22  | 2004 | Kochi             | 1. Jekaterina Korbut 2. Elisabeth Pähtz 3. Eesha Karavade                | Russland Deutschland Indien                      |
| 23  | 2005 | Istanbul          | 1. Elisabeth Pähtz 2. Gu Xiaobing 3. Beata Kądziołka                     | Deutschland Volksrepublik China Polen            |
| 24  | 2006 | Jerewan           | 1. Shen Yang 2. Hou Yifan 3. Salome Melia                                | Volksrepublik China Georgien                     |
| 25  | 2007 | Jerewan           | 1. Wera Nebolsina 2. Jolanta Zawadzka 3. Salome Melia                    | Russland Polen Georgien                          |
| 26  | 2008 | Gaziantep         | 1. D. Harika 2. Marija Musytschuk 3. Kübra Öztürk                        | Indien Ukraine Türkei                            |
| 27  | 2009 | Puerto Madryn     | 1. Swaminathan Soumya 2. Deysi Cori 3. Betül Cemre Yıldız                | Indien Peru Türkei                               |
| 28  | 2010 | Chotowa           | 1. Anna Musytschuk 2. Olga Girja 3. Padmini Rout                         | Slowenien Russland Indien                        |
| 29  | 2011 | Chennai           | 1. Deysi Cori 2. Olga Girja 3. Nasi Paikidse                             | Peru Russland Georgien                           |
| 30  | 2012 | Athen             | 1. Guo Qi 2. Nastassja Sjasjulkina 3. Anastassija Bodnaruk               | Volksrepublik China Belarus Russland             |
| 31  | 2013 | İzmit             | 1. Alexandra Gorjatschkina 2. Schansaja Äbdimälik 3. Alina Kaschlinskaja | Russland Kasachstan Russland                     |
| 32  | 2014 | Pune              | 1. Alexandra Gorjatschkina 2. Sarasadat Khademalsharieh 3. Ann Chumpitaz | Russland Iran Peru                               |
| 33  | 2015 | Chanty-Mansijsk   | 1. Natalija Buksa 2. Alina Biwol 3. Schansaja Äbdimälik                  | Ukraine Russland Kasachstan                      |
| 34  | 2016 | Bhubaneswar       | 1. Dinara Säduaqassowa 2. P. V. Nandhidhaa 3. Dinara Dordschiewa         | Kasachstan Indien Russland                       |
| 35  | 2017 | Tarvis            | 1. Schansaja Äbdimälik 2. Anastassija Paramsina 3. Jennifer Yu           | Kasachstan Russland Vereinigte Staaten           |
| 36  | 2018 | Gebze             | 1. Alexandra Malzewskaja 2. Gulruchbegin Tochirjonowa 3. Nino Chomeriki  | Russland Usbekistan Georgien                     |
| 37  | 2019 | Neu-Delhi         | 1. Polina Schuwalowa 2. Mobina Alinasab 3. Jelisaweta Soloschenkina      | Russland Iran Russland                           |
| 38  | 2022 | Dorgali           | 1. Gövhər Beydullayeva 2. Assel Serikbay 3. Merujert Kamalidenowa        | Aserbaidschan Kasachstan                         |
| 39  | 2023 | Mexiko-Stadt      | 1. Candela Francisco Guecamburu 2. Carissa Yip 3. Beloslawa Krastewa     | Argentinien Vereinigte Staaten Bulgarien         |
| 40  | 2024 | Gandhinagar       | 1. Divya Deshmukh 2. Mariam Mkrttschjan 3. Ayan Allahverdiyeva           | Indien Armenien Aserbaidschan                    |
| 41  | 2025 | Petrovac na moru  | 1. Anna Schuchman 2. Ayan Allahverdiyeva 3. Lu Miaoyi                    | Russland Aserbaidschan Volksrepublik China       |